# Discocalyx palawanensis
Discocalyx palawanensis là một loài thực vật có hoa trong họ Anh thảo. Loài này được Elmer ex Merr. mô tả khoa học đầu tiên năm 1923.